# SC Rapide Wedding 1893
SC Rapide Wedding Wedding was een Duitse voetbalclub uit het Berlijn. De club fuseerde in 2001 met SV Nord-Nordstern 1896 tot SV Nord Wedding 1893.

## Geschiedenis
In 1893 werd BFC Rapide 93 Niederschönhausen opgericht door enkele studenten van de Friedrich-Werderschen-Realschule. In 1900 was het een van de stichtende clubs van de Duitse voetbalbond. In 1914 fusioneerde de clubs Reinickendorfer BC 06 en BFC Wedding en ontstond SC Wedding 1914. Na de Tweede Wereldoorlog werden beide clubs heropgericht als SG Niederschönhausen (Rapide 93) en SG Schillerpark (Wedding 1914). In 1950 fusioneerden de clubs, al bleef een deel van Rapide Niederschönhausen bestaan en die club nam in 1953 de naam Empor Pankow aan. De nieuwe naam voor de fusieclub was SC Rapide Wedding 1893.
In 1958 werd de club kampioen van de Amateurliga. In het Duitse amateurkampioenschap van dat jaar verloor de club pas in de halve finale van latere winnaar FV Hombruch 09. In 1966 werd de club opnieuw kampioen en promoveerde naar de Regionalliga Berlin, een van de vijf tweede klassen. Rapide speelde tot 1974 in de Regionalliga en eindigde meestal in de middenmoot. Na dit seizoen verving de 2. Bundesliga de Regionalliga als tweede klasse en werd de Oberliga de nieuwe regionale competitie voor Berlijn en was nu de derde klasse. Datzelfde jaar won de club de Berlijnse beker tegen Hertha Zehlendorf. Hierdoor mocht de club in de eerste ronde van de DFB-Pokal aantreden en won daar van TuS Mayen, maar verloor dan van stadsrivaal Tennis Borussia met duidelijke 0-4 cijfers.
In 1981 degradeerde de club uit de Oberliga. Na één seizoen keerde de club terug en speelde tot 1991 in de Oberliga Berlin, die na dit jaar ophield te bestaan vanwege de Duitse hereniging. De club zakte weg tot de zesde klasse